# Emil Mårten Ericsson
Axel Emil Mårten Ericsson (efter 1917 var Mårten tilltalsnamn), född 31 juli 1871 i Tystberga, Södermanlands län, död 4 april 1938 i Stockholm, var en svensk ämbetsman och konsultativt statsråd 1917 samt 1920–1921.

## Biografi
Ericsson avlade 1895 filosofie kandidat- och 1898 kansliexamen i Uppsala, avancerade inom Generalpoststyrelsen (där han 1896 antagits till extraordinarie tjänsteman) till sekreterare (1909), förordnades 1914 och utnämndes 1916 till expeditionschef i Ecklesiastikdepartementet samt blev 1917 kansliråd i Justitiedepartementet.
Ericsson var konsultativt statsråd 30 mars–19 oktober 1917 (i Swartz ministär) och 26 oktober 1920–4 oktober 1921 (i De Geers, senare von Sydows ministär). Åren 1911–1912 och återigen från 1918 var han ledamot av löneregleringskommittén, han var även ordförande-suppleant i kommunikationsverkens lönenämnd (från 1919) och ordförande i försvarsväsendets och allmänna civilförvaltningens lönenämnder 1921–1924 och 1926 års kommitté för besparingar i statsförvaltningen. Han var generaltulldirektör för Tullverket 1924–1930 och generaldirektör för Statskontoret 1930–1936.

## Utmärkelser
- Kommendör med stora korset av Nordstjärneorden, 6 juni 1932.[5]
- Kommendör av första klassen av Nordstjärneorden, 15 december 1917.[6]
- Riddare av Nordstjärneorden, 1913.[7]
- Kommendör av första klassen av Finlands Vita Ros’ orden, tidigast 1928 och senast 1931.[8][9]
- Riddare av första klassen av Badiska Zähringer Löwenorden, senast 1915.[10]